# Saint-Saviol
Saint-Saviol era una comuna francesa que estaba situada en el departamento de Vienne, de la región de Nueva Aquitania, que el 1 de enero de 2024 pasó a formar parte de la comuna nueva de Val-de-Comporté como comuna delegada.

## Demografía
| Gráfica de evolución demográfica de Saint-Saviol entre 1800 y 2021 |
|                                                                    |

Los datos demográficos contemplados en este gráfico de la comuna de Saint-Saviol se han cogido de 1800 a 1999 de la página francesa EHESS/Cassini, y los demás datos de la página del INSEE.